# Музамбинью
Музамбинью (порт. Muzambinho) — муниципалитет в Бразилии, входит в штат Минас-Жерайс. Составная часть мезорегиона Юг и юго-запад штата Минас-Жерайс. Входит в экономико-статистический микрорегион Сан-Себастьян-ду-Параизу. Население составляет 22 586 человек на 2006 год. Занимает площадь 409,036 км². Плотность населения — 55,2 чел./км².

## История
Город основан 12 ноября 1878 года. 

## Статистика
- Валовой внутренний продукт на 2003 год составляет 82 615 103,00 реалов (данные: Бразильский институт географии и статистики).
- Валовой внутренний продукт на душу населения на 2003 год составляет 3812,42 реалов (данные: Бразильский институт географии и статистики).
- Индекс развития человеческого потенциала на 2000 год составляет 0,801 (данные: Программа развития ООН).

## География
Климат местности: горный тропический.